# تپه گل باغی
تپه گل باغی در شهرستان سنقر، بخش مرکزی، روستای امیر عمران واقع شده و این اثر در تاریخ ۱۲ تیر ۱۳۸۴ با شمارهٔ ثبت ۱۲۰۳۴ به‌عنوان یکی از آثار ملی ایران به ثبت رسیده است.